# ゲッターラブ!! ちょー恋愛パーティーゲーム
『ゲッターラブ!! ちょー恋愛パーティーゲーム』（以下、ゲッターラブ）は、1998年12月4日にハドソンから発売されたNINTENDO 64用恋愛パーティーゲーム。略称は「ゲブ」。

## 概要
この作品は、NINTENDO 64では数少ない恋愛シミュレーションゲームであり、4人同時対戦が可能なパーティーゲーム。
付属の取扱説明書は、「STREET ゲッターラブ!! PRESS」と題したティーン向けのファッション雑誌風のデザインになっている。
当時のNINTENDO64専門ゲーム雑誌である『64ドリーム』（現・ニンテンドードリーム）が、このゲームの発売数か月前から特集記事を組んだ。

## ゲーム内容
メインとなるゲームモードは、「ひとりであそぶゲーム ノーマルモード」、「みんなであそぶゲーム ノーマルモード」、「みんなであそぶゲーム ひとりの女のコをねらう（モード）」、「みんなであそぶゲーム 女のコの人気をきそう（モード）」の4種類があり、「ひとりであそぶゲーム」以外は4人まで対戦プレイが可能である、その他にもミニゲームが楽しめる『バトル』、ゲーム中の記録を見られる『ランキング』、「ひとりであそぶゲーム」で集めた話題ボールやイベントCGを自由に閲覧できる『メモリーズ』、遊び方の説明や設定の変更、スタッフロールが見られる『オプション』の各モードがある。
「ひとりであそぶゲーム」のあらすじは、パンダ市立パンダ高校の1年生である主人公が、同級生の知佳志・大介・雪舟（ゲーム中ではちかし・だいすけ・せっしゅうと表記）と夏休み中の2週間のうちに、『だれが最初にカノジョを見つけるか』という勝負をはじめることになったというものである。
主人公・知佳志・大介・雪舟の男の子プレイヤー4人が、女の子との出会いを求めて舞台となるパンダ市内を歩き回り、1日の間（昼・夕方・夜の3つの時間帯がある）に何らかの行動を起こすことがゲームの基本的な流れとなる。本作の特徴的なシステムとして、タウンマップからプレイヤー4人が行き先を同時に決定し、その後表示されるマップ画面の中で男女すべてのキャラクターがリアルタイムに移動する「SAMS」（サムス、Simultaneous Activity Map System）と呼ばれるものがある。このシステムでは、各キャラクターがどの行き先を選ぶかだけでなく、行き先へ到着する順番なども重要な要素となっており、その駆け引きによりゲームに高い戦略性が生まれている。
目的地で出会った女の子に話しかけるとデートに誘うことができる。デートを繰り返すことで女の子の好感度（ゲーム中ではラブラブポイントと表記）を上げていき、最終的に告白してOKの返事を誰が最初にもらえるかを競う。告白した（された）ときのラブラブポイントの状態によってエンディングが変化し、各ヒロインごとに「ぎりぎり」「まあまあ」「すきすき」「ラブラブ」の4種類が用意されている。
4人のプレイヤーには容姿レベル・体力レベルがあり、そのステータスによって女の子の反応やデートの成否が変わる。加えて、デートでは会話中に3つの選択肢が現れることがあり、その中から相手が好みそうな話題を選べるかどうかが大きな鍵となる。また、ゲーム中で手に入る各種カード（自分の状況を有利にするもの、ライバルを妨害するものなど様々）や女の子が喜ぶプレゼントアイテムをいかにうまく使うか、お邪魔キャラクターである麗香（後述）をどう回避するかなどを常に考えながらゲームを進めることが必要となる。ストーリーと並行して、前述した話題ボールやイベントCGの収集要素もある。
なお、ゲームのセーブ・ロードにはコントローラパックが必要となるが、ランキングやメモリーズの記録はソフト内蔵のバックアップにセーブされる。

## 登場人物

### 女性キャラクター
白井 あゆみ（しらい あゆみ）
声：吉野りな（『ゲッターラブ!!〜PANDA LOVEUNIT〜』）
年齢：15歳 / 誕生日：9月9日 / 星座：乙女座 / 血液型：A型 / 身長：158cm / B83 W58 H84 / 趣味：カラオケ
家族構成：父・母・妹（まゆみ、中学2年） / 仲良し女のコ：真琴・なつき・きいろ
よく行く場所：パンダバーガー・カフェリキッド / 好みの場所：カラオケ・ゲーセン・カフェリキッド
いまどきの女のコ。オシャレで明るい性格。多少ドジなところもあるが友達も多く、なかでも真琴とは電車で一緒に出かけたりとても仲がよい。きいろにはクールでカッコイイ印象や憧れを持っている。また、ファッションスタイルを意識してか麗香にも憧れている様子。唯一、関西弁で話のテンポが合わない花は苦手だが、仲良くなりたいとは思っている。
雑誌『Pankichi!』の「街角GIRL」のコーナーに載ったり、夏祭りの「ミスゆかたコンテスト」で優勝したこともあり、パンダ高校の生徒たちから可愛いと評判になっている。目が悪く、コンタクトをしている。サッカー部所属（マネージャー）。
伊東 なつき（いとう なつき）
声：桜井恭子（『ゲッターラブ!!〜PANDA LOVEUNIT〜』）
年齢：15歳 / 誕生日：3月3日 / 星座：魚座 / 血液型：O型 / 身長：150cm / B78 W61 H83 / 趣味：お菓子作り、料理
家族構成：父・母・弟（正夫、中学1年）・ジャンガリアンハムスター数匹 / 仲良し女のコ：花・あゆみ・メイファ
よく行く場所：ファッション・カラオケ / 好みの場所：ファッション・カラオケ・バーガー
テレ屋で子供っぽい女のコ。人見知りするタイプで知らない男のコとはうまく話すことができないが、親しくなれば普通に話す。噂好きで思ったことをすぐ口にしてしまう。
同性の友達では花やあゆみと気軽に楽しく話せる仲だが、大人っぽいルックスや年上男性との交流など自分にないモノを持っていたり、噂のイメージもあって真琴のことを誤解して嫌っており（嫉妬しているとも言える）、無口なきいろも「無口で人間離れしてるから」と近寄りがたい様子。
実家はコンビニ「イトーマート」を経営。町内会では昔からオジサンたちのアイドルらしい。テニス部所属。
続木 花（つづき はな）
声：高橋直子（『ゲッターラブ!!〜PANDA LOVEUNIT〜』）
年齢：15歳 / 誕生日：1月1日 / 星座：山羊座 / 血液型：O型 / 身長：165cm / B77 W54 H78 / 趣味：レゲエ、フリーマーケット
家族構成：父・母・兄・姉（関西の実家に在住）・カメのカメ吉 / 仲良し女のコ：なつき・真琴・メイファ
よく行く場所：ハオハオ・パンダ公園 / 好みの場所：バーガー・公園・ハオハオ
陽気な関西出身の女のコ。普段は明るく振舞っているが、実はとても傷つきやすく自分に自信が持てず、悩んでいる。中学時代の花は黒髪おさげの少女で周りから見れば地味なタイプだったという。中学卒業後、しつけに厳しい両親の元から逃れるようにパンダ市へ引っ越してきた。現在はカメのカメ吉と一緒にアパートに住んでいる。
貧乏でほとんどお金を持っていないようだが、古着を楽しんだり、いろんなアクセサリーを作ったり好きなことを楽しみながら今は自由奔放に生活している。
皆川 真琴（みながわ まこと）
声：長田梢（『ゲッターラブ!!〜PANDA LOVEUNIT〜』）
年齢：15歳 / 誕生日：8月8日 / 星座：獅子座 / 血液型：B型 / 身長：168cm / B86 W58 H86 / 趣味：写真
家族構成：父（戦場カメラマン）・兄（明、27歳 アメリカ在住）・黒猫のトムコ / 仲良し女のコ：あゆみ・花・雫
よく行く場所：CD&BOOK・ファッション / 好みの場所：公園・リキッド・CD&BOOK
気まぐれで意地っ張りな女のコ。言いたいことは言うサバサバした性格だが、よく冗談を言ったり素直になれない一面がある。引っ越してきたばかりの花のことをまだ周りに溶け込めていないと心配しており、何か力になりたいと思っている。また、自分のことを噂で判断してばかりのなつきにはうんざりしている。
実は目が悪く、学校の時は眼鏡に三つ編みと外見が別人のように変わる。本人はその姿を他の人には見せたくないらしいが、周囲（なつき以外）からは好評。数年前に両親が離婚、カメラマンである父親は留守がちでほぼ一人暮らしの生活（本人曰く、薫が保護者代理らしい）。バスケットボール部所属。
天海 きいろ（あまみ きいろ）
声：井上小麦（『ゲッターラブ!!〜PANDA LOVEUNIT〜』）
年齢：15歳 / 誕生日 ：2月2日 / 星座：水瓶座 / 血液型：AB型 / 身長：163cm / B84 W56 H85 / 趣味：陶芸、ゲーム
家族構成：祖父（陶芸家）・祖母（ロシア人）・父・母（共に海外在住） / 仲良し女のコ：雫・あゆみ
よく行く場所：ゲーセン・リキッド / 好みの場所：ゲーセン・リキッド・CD&BOOK
無口で物静かな女のコ。周囲からは無愛想に見えてしまうこともあるが、本当は素直で優しいコだと雫やアルフォンソは言う。
幼い頃、子供嫌いの両親が祖父にきいろを預けたまま海外に行ってしまい、その影響で無口無表情になった。そんな境遇の中で、雫は自分を理解してくれるいちばん大切な友達であり、高校入学と同時に交流の深かった森村家に下宿をはじめた。雫やアルフォンソは「素直でいい子」と評している。
ファッションには自分なりのこだわりがあり、ゲーマーでもある（シューティングゲーム『スターソルジャー』が得意）。また陶芸も得意。カレーを手で食べる、下着を持っていない、など変わり者。制服時は髪を下ろしている。
森村 雫（もりむら しずく）
声：吉岡愛美（『ゲッターラブ!!〜PANDA LOVEUNIT〜』）
年齢：16歳 / 誕生日：7月7日 / 星座：蟹座 / 血液型：A型 / 身長：155cm / B79 W56 H82 / 趣味：犬の散歩、ピアノ
家族構成：祖父・祖母・父・母・ラブラドール・レトリバーのペロ / 仲良し女のコ：きいろ・メイファ・真琴
よく行く場所：図書館・公園 / 好みの場所：図書館・公園・ファッション
素直で優しい女のコ。礼儀正しく、何事にも落ち着いた態度で接する。身体が病弱で何度か入退院を繰り返しているが、性格の良さからみんなに好かれている。愛犬ペロとの散歩が日課。きいろと一緒にいることが多く、常に気持ちを感じ取っている。子供好きで、夏休みの工作の手伝いやピアノ教室を通じて近所の子供たちとふれあっている様子。
素直すぎるが故にキャッチセールスに騙されそうになり、メイファに助けられることも。以前は髪を肩より長く伸ばしていたが、入退院を繰り返すうちに不便だからと短くした。デート中に低確率で体調不良で帰ることがある。
リィ・メイファ（李 美花）
声：桜井珠（『ゲッターラブ!!〜PANDA LOVEUNIT〜』）
年齢：16歳 / 誕生日：4月4日 / 星座：牡牛座 / 血液型：B型 / 身長：153cm / B88 W60 H85 / 趣味：太極拳
家族構成：父・母（中国在住）・親戚大勢（50人） / 仲良し女のコ：なつき・雫・花
よく行く場所：ハオハオ・高校前広場 / 好みの場所：ハオハオ・図書館・ゲーセン
中国人留学生で活発な女のコ。少し強引で勝ち気な性格であるが、他人を放っておけない世話好きな一面も合わせ持っている。得意の格闘技であゆみの家に現れた下着ドロボーを捕まえたこともある。浮気は絶対許さないタイプ。
現在は叔父夫婦の中華料理店「中華ハオハオ」に下宿しながら学費を稼いでいる。努力家でもあり、自分に自信を持ち、胸を張って生きている。いつも着ている赤いチャイナ服はハオハオの制服で、節約のために私服としても着用している（何着も持っている）。
前述の通り、恋愛に対してまっすぐなため、すぐに結婚まで話が飛躍する。このため、偏愛な麗香に対してはかなり嫌悪感を抱いており（「宇宙人かもしれない」と思っている）、彼女のことが話題になるだけで不機嫌になったり激怒してしまうこともしばしば。
金剛寺 麗香（こんごうじ れいか）
年齢：? / 誕生日：? / 星座：? / 血液型：? / 身長：170cm / B96 W58 H90 / 趣味：逆ナンパ
家族構成：父・母（エマニュエル、元女優）・弟（麗人、小学生）・シーズーのイヴォンヌ・執事と従業員も大勢
謎のスーパー高校生。同性からは「カワイイ」と評判だが、アルフォンソを除く男性からは評判が悪い。好意を寄せてくるアルフォンソを「ゲテモノ」呼ばわりで会った瞬間逃げ帰る。
出会ったプレイヤーに一方的に付きまとうお邪魔キャラ。麗香の行動は「他の女のコとデート中に乱入してラブラブポイントを下げる」「お金を勝手に使う」「アイテムを勝手に売る」などプレイヤーにとってマイナス要素ばかりであるが、たまに良いウワサやトップのライバルの悪いウワサを流してくれることもある。一定時間を共にすると解放されるが、麗香がいるときにライバルに話しかけると押し付けられる場合がある。
いつも着ている制服はオーダーメイドの特注品らしい。門まで1kmという超豪邸に住んでいる。ちなみに家族は全員同じ顔。

### 男性キャラクター
アルフォンソ・ロベルト・マルティニ
年齢：15歳 / 誕生日：10月10日 / 星座：天秤座 / 血液型：A型
家族構成：父・母・姉（サラ）（イタリア在住）
イタリア人留学生で『ゲッターラブ』の進行役。日本語がペラペラで「恋の水先案内人」の異名を持つ。異性にも同性にも優しく、学校ではクラスの人気者（クラス委員長でもある）。高級マンションに付き人と暮らしている。
麗香のことが大好きで、「彼女はまるで美の女神ヴィーナスのようだ」と絶賛。
辻 薫（つじ かおる）
年齢：27歳 / 誕生日：11月11日 / 星座：蠍座 / 血液型：O型 / 趣味：バイク、スヌーカー
喫茶店「カフェリキッド」のマスターで高校生たちの良き相談相手。話しかけると女の子たちの次の行き先を教えてくれる。
高校時代はラグビー部に所属しており、スポーツマンだった。真琴の兄とは昔からの知り合い。結婚2年で別れた梨絵という5歳年上の妻がいた（登場はしない）。
吉川 知佳志（よしかわ ちかし）
年齢：15歳 / 誕生日：12月12日 / 星座：射手座 / 血液型：B型 / 趣味：バンド活動、ナンパ / ポジション：2P
家族構成：父・母・姉
恋愛ゲームの発起人。恋愛には積極的な北海道出身の男のコ。昔あゆみと一緒に歩いて雑誌に取材されたことを勘違いし、自分はカッコイイと思うなど、自信過剰なところがある。そのあゆみとは中学の頃同じクラスだった。性格タイプはワイルド。バスケットボール部所属。
佐藤 大介（さとう だいすけ）
年齢：16歳 / 誕生日：5月5日 / 星座：牡牛座 / 血液型：O型 / 趣味：ゲーム、運動 / ポジション：3P
家族構成：父・母・小学生の妹2人
いつも気さくに話しかけてくれる気のいい男のコ。とても妹思い。なつきとは幼馴染。性格タイプはノーマル。柔道部所属で、部員が少ないためレギュラーである。
中山 雪舟（なかやま せっしゅう）
年齢：16歳 / 誕生日：6月6日 / 星座：双子座 / 血液型：AB型 / 趣味：釣り、魚の鑑賞 / ポジション：4P
家族構成：祖父・祖母・父・母・熱帯魚
魚マニアでいつも魚類図鑑を持ち歩いている内気な男のコ。実家は寿司屋「すし正」を経営しており、よく出前を手伝わされている。あゆみ曰く「黙って立ってたらカッコイイ」。性格タイプはクール。サッカー部所属。

### 通行人など
ぶらりドロボーネコ
アイテムを盗まれることがある。
雷のショウ （ナゾの格闘家）
自称・伝説のストリートカラテカ。いきなり闘いを挑んでくる。勝つと女のコに良いウワサが流れる。
本郷 正宗・本郷 深雪・神崎 紅四・神崎 彩乃 （力仕事バイト依頼人）
依頼を引き受けると5000円もらえるが、容姿と体力がダウン。
八本木 めろん （ムフフンバイト依頼人）
依頼を引き受けると1万円もらえるが、女のコに悪いウワサが流れてしまう。
山田 米治・田中 宏・寺嶋 ユカ・白石 琴音 （さわやか通行人）
パンダ高校の生徒。話を聞くと話題ボールをゲットできることがある。
込山 勉・坂東 章平・高橋 克則 （情けない通行人）
パンダ高校の生徒。本作開発スタッフがモデルになっている。

### その他
パン田 パン吉（ぱんだ ぱんきち）
パンダ高校の校長。詳細不明。

## スタッフ
- ゲームデザイン：中村心
- シナリオライト：高橋克則、加藤和美
- キャラクターデザイン：柴田晃宏
- メインプログラム：西野公博
- バトルプログラム：高橋ミッツ
- ミュージックサウンドエフェクト：坂東章平
- ディレクター：飛澤正人

## 関連作品
- 1998年12月18日 - プロモーションアルバム『ゲッターラブ!!〜PANDA LOVEUNIT〜』発売
- 2001年9月27日 - ドリームキャスト用ソフト『タイピング OF THE デート』発売
- 2001年10月4日 - ゲームボーイアドバンス用ソフト『ハテナサテナ』発売
- 2002年2月12日 - iアプリ用コンテンツ『ゲッタイピングラブ!!』、『ゲッタイピングラブ!!2』配信

「タイピング OF THE デート」、「ゲッタイピングラブ!!」、「ゲッタイピングラブ!!2」の3作品はキーボードや携帯電話での文字入力機能を利用した、ゲッターラブのキャラクターが登場するタイピングゲームで、ゲームの世界観やキャラクターデザインがゲッターラブとほぼ一致しており、ゲッターラブをはじめとした各作品を遊ぶことによって各キャラクターの微妙な背景が見えてくる。また、「ハテナサテナ」にはゲッターラブのキャラクターCGがいくつか登場している。

## その他派生商品
一般的なギャルゲーとは異なり、本ゲームソフトに関連したキャラクター商品の展開は全くといっていいほどなく、64ドリーム誌の付録シールやプロモーションCDの他は非売品のテレホンカードが雑誌の読者プレゼント用などにごく少数配布されたのみのようである。
また、「タイピング OF THE デート」に関しては予約特典としてキーボード用アームレストが配布された。